# Sapropteryna
Sapropteryna (łac. sapropterinum) – organiczny związek chemiczny, syntetyczny odpowiednik naturalnie występującej w organizmie tetrahydrobiopteryny (BH4), stosowany w leczeniu fenyloketonurii i hiperfenyloalaninemii spowodowanej niedoborem tetrahydrobiopteryny.

## Mechanizm działania
Hiperfenyloalaninemia wywoływana jest przez autosomalne recesywne mutacje w genach kodujących enzym hydroksylazę fenyloalaniny (w przypadku fenyloketonurii) lub enzymy odpowiedzialne za regenerację i biosyntezę tetrahydrobiopteryny – koenzymu uczestniczącego w procesach przekształcania:
- fenyloalaniny w tyrozynę (enzym: 4-hydroksylaza fenyloalaniny)
- tyrozyny w lewodopę (enzym: 5-hydroksylaza tyrozyny)
- tryptofanu w 5-hydroksytryptofan (enzym: 3-hydroksylaza tryptofanu)

oraz w procesie syntezy tlenku azotu przez syntazę NO.
Sapropteryna, jako syntetyczny analog naturalnie występującej tetrahydrobiopteryny, poprawia aktywność wspomnianych enzymów, co przywraca lub zwiększa metabolizm fenyloalaniny. Tym samym stężenie tego aminokwasu we krwi zmniejsza się, co zapobiega dalszej jej kumulacji w organizmie oraz zwiększa tolerancję na pokarmy ją zawierające. W przypadku niedoboru BH4, sapropteryna uzupełnia jej niedobory w organizmie, przywracając aktywność 4-hydroksylazy fenyloalaniny.

## Farmakokinetyka
Sapropteryna, podana doustnie, wchłania się z przewodu pokarmowego dość szybko, osiągając we krwi stężenie maksymalne po 3-4 h. Pokarm, szczególnie ten bogaty w tłuszcze, zwiększa biodostępność leku o około 40%, wydłuża jednak okres jego wchłania do 4-5 godzin.
Największe stężenie sapropteryny wykrywane jest w nerkach, nadnerczach i w wątrobie. Lek metabolizowany jest w wątrobie do dwóch głównych metabolitów: dihydrobiopteryny i biopteryny. Można przypuszczać, że jako syntetyczny odpowiednik tetrahydrobiopteryny sapropteryna podlega takim samym przemianom metabolicznym, jak BH4. Lek wydalany jest prawie wyłącznie z kałem.
Po podaniu dożylnym, sapropteryna przenika do mleka matki; wydalana jest głównie z moczem.

## Wskazania
Fenyloketonuria oraz fenyloalaninemia spowodowana niedoborem endogennego BH4. Lek stosuje się wyłącznie w sytuacji, gdy widoczna jest odpowiedź na leczenie.

## Przeciwwskazania
- nadwrażliwość na sapropterynę lub którykolwiek składnik preparatu
- dzieci poniżej 4. roku życia (brak badań klinicznych w tej grupie wiekowej)
- osoby powyżej 65. roku życia (niepotwierdzona klinicznie skuteczność leku)

## Interakcje
Należy zachować szczególną ostrożność przy podawaniu sapropteryny z inhibitorami reduktazy difolianowej (metotreksat, trimetoprym), gdyż wpływają one na metabolizm leku.
Leki rozszerzające naczynia krwionośne, których mechanizm działania opiera się na tlenku azotu (nitraty, nitroprusydek sodu, molsydomina, inhibitory fosfodiesterazy-5, minoksydyl), mogą wchodzić w interakcję z sapropteryną, powodując nasilenie działania wazodylatacyjnego.
Podczas jednoczesnego podawania L-dopy i sapropteryny, mogą wystąpić zwiększona pobudliwość i drażliwość.

## Szczególne środki ostrożności
Leczenie preparatem powinno znajdować się pod kontrolą lekarza mającego doświadczenie w leczeniu fenyloketonurii i niedoboru BH4, ze względu na to, iż dawkowanie leku w każdym przypadku ustalane jest indywidualnie.
Pacjenci zażywający sapropterynę muszą przestrzegać diety zaleconej przez lekarza-specjalistę oraz przyjmować lek każdego dnia, o jednej porze, najczęściej rano podczas posiłku.
U chorych leczonych sapropteryną należy regularnie badać stężenie fenyloalaniny we krwi.

## Działania niepożądane
Występują u ok. 39% chorych leczonych sapropteryną i mają raczej łagodny charakter. Do najczęściej występujących objawów niepożądanych zaliczyć można:
- bóle głowy,
- pojawienie się wodnistej wydzieliny z nosa,
- bóle gardła, krtani, kaszel,
- biegunka, wymioty, bóle brzucha (spowodowane najprawdopodobniej pH roztworu sapropteryny),
- hipofenyloalaninemia.

Po przerwaniu podawania sapropteryny należy monitorować stan chorego. Może bowiem dość do wystąpienia tzw. efektu odbicia, którego skutkiem będzie wzrost stężenia fenyloalaniny we krwi do poziomu wyższego niż ten sprzed rozpoczęcia leczenia.

## Preparaty
- Kuvan – Merck KGaA – tabletki rozpuszczalne 100 mg (w postaci dwuwodnego chlorowodorku).